# Шен-Бур
Шен-Бур (фр. Chêne-Bourg) — громада  в Швейцарії в кантоні Женева.

## Географія
Громада розташована на відстані близько 130 км на південний захід від Берна, 2 км на схід від Женеви.
Шен-Бур має площу 1,3 км², з яких на 88,1% дозволяється будівництво (житлове та будівництво доріг), 8,7% використовуються в сільськогосподарських цілях, 3,2% зайнято лісами, 0% не є продуктивними (річки, льодовики або гори).

## Демографія
2019 року в громаді мешкало 8674 особи (+7,7% порівняно з 2010 роком), іноземців було 36,4%. Густота населення становила 6777 осіб/км².
За віковим діапазоном населення розподілялося таким чином: 22% — особи молодші 20 років, 61,6% — особи у віці 20—64 років, 16,4% — особи у віці 65 років та старші. Було 3517 помешкань (у середньому 2,4 особи в помешканні).
Із загальної кількості 2881 працюючого 6 було зайнятих в первинному секторі, 918 — в обробній промисловості, 1957 — в галузі послуг.